# Торпедо (регбийный клуб)
«Торпедо» — регбийный клуб из Москвы, играет в первом Дивизионе Чемпионата Москвы по регби. Клуб входит в Добровольное спортивное общество «Торпедо».
Датой создания клуба считается 14 октября 2013 года, когда прошла первая тренировка команды.. В 2014 году РК Торпедо играл в 3 Дивизионе Чемпионата Москвы по регби, занял в нем первое место. В 2015 году занял первое место во втором Дивизионе Чемпионата Москвы и перешел в первый Дивизион.
В 2015 году клуб принял участие в Финале (финальном турнире) Федеральной лиги и стал серебряным призёром Лиги, проиграв только в матче за чемпионский титул пензенскому ЛРК Пенза. РК Торпедо попал в Финал лиги, несмотря на то, что играл лишь во втором Дивизионе Чемпионата Москвы. Клуб был приглашен участвовать в Финале руководством лиги взамен отказавшегося от участия по финансовым причинам клуба Кристалл из Бердска Новосибирской области.
С 2016 года клуб традиционно разыгрывает «Кубок Автозавода», традиционная весенняя, тренировочная игра двух составов РК Торпедо. Игроки делятся на две команды под условными названиями «Автозаводская Гарь» и «Автозаводская Ржавчина».
Так же с 2016 года РК Торпедо имеет фирменные марки крафтового пива, сваренного совместно с сетью Московских крафтовых пивоварен Moscow Pub’s. Домашние матчи РК Торпедо проводит на третьем запасном поле стадиона им. Эдуарда Стрельцова.
В 2016 году сформирован фарм-клуб РК «Автозаводцы».
С 2018 года Торпедо играет в Высшей лиге.